# Erste und zweite Schlacht von Kakarak
Die erste und zweite Schlacht von Kakarak wurde in der Nähe des Dorfes Kakarak im Bezirk West Dorafshan in der Provinz Urusgan ausgetragen. Die Kämpfe fanden zwischen australischen Streitkräften der 1. Mentoring and Reconstruction Task Force (MRTF-1) und Taliban-Kämpfern statt, wobei das Gebiet als einer der letzten Taliban-Außenposten in der Region angesehen wurde.

## Hintergrund
Anfang 2009 war die Region Kakarak, etwa 12 Kilometer nördlich von Tarin Kut, einer der letzten Außenposten der Taliban. Die australische 1. Task Force für Mentoring und Wiederaufbau (MRTF-1) – eine Rüstungskampfgruppe, die auf dem 7. Bataillon des Royal Australian Regiment unter dem Kommando von Oberstleutnant Shane Gabriel basiert – war Teil der niederländisch geführten Task Force Uruzgan und verantwortlich für Betreuung von Truppen der Afghanischen Nationalarmee (ANA). Das Team der MRTF-1 operierte von der Basis Buman im Chora-Tal, 3,5 Kilometer östlich von Kakarak und war die wichtigste australische Streitmacht in der Region.

## Erster Kampf
Am 16. März 2009 wurden sechs australische Soldaten eines Operational Mentoring and Liaison Teams (OMLT), die mit der ANA zusammenarbeiteten, um 09:30 Uhr von 20 Taliban-Kämpfern in der Nähe des Dorfes Kakarak angegriffen. Unter dem Kommando von Leutnant Jacob Kleinman wehrte sich die zahlenmäßig unterlegene australische Patrouille, bis ein Soldat schwer am Kopf verletzt wurde. Die Australier sicherten anschließend das Gelände und versuchten die Taliban Streitkräfte zu bekämpfen. Die Aufständischen versuchten sie zu überrennen, während sich der Sanitäter unter schwerem Feuer über 50 Meter offenes Gelände bewegte. Um 10:20 Uhr trafen zwei niederländische Apache- und ein amerikanischer Blackhawk-Hubschrauber ein, um Feuerunterstützung zu leisten und die Evakuierung des verletzten Soldaten zu sichern. Trotz weiterer Behandlung starb der verletzte australische Soldat anschließend an seinen Wunden.
In der Zwischenzeit war eine weitere australische Patrouille vom MRTF-1 in der Nähe, um die Sicherheit für die OMLT zu gewährleisten. Diese wurden von einer anderen Taliban-Gruppe mit bis zu 40 Kämpfern angegriffen. Niederländische Hubschrauber und US-Flugzeuge unterstützten die Australier weiterhin aus nächster Nähe. Nach schweren Kämpfen mussten sich die Taliban zurückziehen, nachdem sie schwere Verluste erlitten hatten. Die australischen Spezialeinheiten der Special Operations Task Group (SOTG) richteten daraufhin Sperren ein, um den Rückzug der Islamisten zu verhindern. Die Soldaten trafen auf eine Gruppe von zehn Aufständischen und töteten in den folgenden Kämpfen eine Reihe von ihnen. Für seine Führung erhielt Kleinman später die Distinguished Service Medal, während Lance Corporal Giancarlos Taraborrelli und Private David Cox beide die Medal for Gallantry erhielten.

## Zweiter Kampf
Nach den früheren australischen Operationen in der Region sollen wichtige Kommandanten und eine Reihe von Kämpfern der Taliban entlang der Ufer des Dorafshan-Flusses nach Süden geflohen sein. Anschließend beauftragte Shane Gabriel das Combat Team Tusk mit der Räumung eines Gebiets östlich vom Dorafshan, um weitere Operationen westlich des Flusses zu ermöglichen. Australische Spezialeinheiten der SOTG waren ebenfalls in der Region tätig und führten Missionen durch. Zwischen dem 3. und 15. April führten die Australier die Operation Shak Hawel in der fruchtbaren Grünzone um die Patrol Base Buman durch.
Mehr als 200 Australier waren beteiligt – fast die Hälfte der Gruppe – einschließlich eines ANA-Bataillons der 2. Kandak, 4. ANA-Brigade. Während der Offensive waren australische und afghanische Truppen in zahlreiche Feuergefechte verwickelt, um den Bewegungsraum der Aufständischen im gesamten Einsatzgebiet einzuschränken. Während der größten Schlacht wurden Dutzende Taliban-Kämpfer getötet, als sie versuchten, eine australische Truppe zu überfallen.
Am Morgen des 12. April 2009 wurden 40 Soldaten des Combat Team Tusk, unter dem Kommando von Leutnant Ashley Judd, von einer großen Gruppe Taliban angegriffen. Das Combat Team Tusk betreute ein Team des OMLT, die ANA-Streitkräfte unterstützten. Die zahlenmäßig unterlegenen Australier wurden gezwungen sich auf ein nahe gelegenes Gelände zurückzuziehen, nachdem sie von Kleinwaffen und RPGs beschossen worden waren. Die Infanterie erwiderte das Feuer, während ein ASLAV (Spähpanzer) der Kavallerie die Soldaten unterstützte. In der Zwischenzeit griffen die australischen Spezialkräfte, die sich westlich des Flusses befanden, von hinten an.
Nachdem die erste Gruppe nach Norden gedrängt wurde, versuchten sie neue Verstärkung der Aufständischen zu verhindern. Das zweite Team wurde weiterhin von Islamisten mit RPGs beschäftigt. Die Australier reagierten mit Feuer von ihren 84-mm-Carl Gustaf-Raketenwerfern, was sich jedoch nur teilweise als wirksam erwies. Niederländische AH-64D Apachen und US-Flugzeuge wurden schließlich herbeigerufen, um die Aufständischen zu verjagen. Nach zwei Stunden intensiver Kämpfe zogen sich die Taliban zurück. Es wurde jedoch angenommen, dass die Taliban-Kämpfer das Gelände mit Mörsern angreifen werden. Die Australier zogen sich zurück und ließen einen Luftangriff durchführen. Nach dem Luftangriff räumte die Spezialeinheit das Einsatzgebiet und tötete die verbliebenen Gegner. Bei der Erkundung der Region wurde ein großes Lager mit 107-mm-Raketen und Kleinwaffen sowie ein Tunnelsystem freigelegt. Ein zweiter Luftangriff um 23:00 Uhr beendete den Kampf.
Am nächsten Tag wurde beobachtet, wie örtliche Zivilisten die Leichen der Aufständischen einsammelten, um sie nach islamischem Brauch zu begraben. Vier Aufständische wurden getötet, während die Gesamtzahl der Taliban-Verluste während der Operation mindestens 20 Tote und 20 Verwundete betrug, darunter eine Reihe wichtiger Kommandeure. Es gab keine australischen Opfer. Trotz der Intensität der Kämpfe wurde angenommen, dass keine Zivilisten verletzt wurden.

## Nachwirkungen
Die Operation endete mit einem entscheidenden Sieg für die Australier, da die Aktivitäten der Aufständischen in der Region erheblich gestört wurden. Die anschließende Räumung von West Dorafshan verlief weitgehend ereignislos, während Raketenangriffe gegen die Operating Base Ripley in Tarin Kut ebenfalls eingestellt wurden. Später wurde von der ANA eine Patrouillenbasis in der Nähe gebaut, um den Einfluss in dieser Region zu erhalten.
In der Zwischenzeit wurde ein hochrangiger Befehlshaber der Taliban, Mullah Noorullah, Anfang Mai von australischen Spezialkräften getötet. Es wird angenommen, dass er in die Kämpfe am 12. April 2009 verwickelt war.